# C. J. Hobgood
Pour les articles homonymes, voir Clifton James et James.
Clifton James Hobgood (plus connu sous le nom de C. J. Hobgood) est un surfeur professionnel américain né le 6 juillet 1979 à Melbourne, en Floride. Il est le frère jumeau de Damien Hobgood qui est également surfeur professionnel.

## Biographie
Il débute dans le championnat du monde de surf en 1999 et devient champion du monde en 2001.

## Palmarès et résultats

### Saison par saison
- 1999 :
  - 2e du Gotcha Tahiti Pro à Teahupoo (Tahiti)
  - Rookie of the year

- 2000 :
  - 1er du Rip Curl Pro Hossegor à Hossegor (France)

- 2001 :
  - 2e du Billabong Pro Teahupoo à Teahupoo (Tahiti)
  - Champion du monde CT

- 2004 :
  - 1er du Quiksilver Pro Japan à Katsuura (Japon)
  - 1er du Billabong Pro Teahupoo à Teahupoo (Tahiti)

- 2005 :
  - 2e du Quiksilver Fiji Pro à Tavarua (Fidji)

- 2008 :
  - 1er du Billabong Pro Mundaka à Mundaka (Espagne)
  - 1er de la O'Neill World Cup of Surfing à Sunset Beach (Hawaï)
  - 2e du Globe Fiji Pro à Tavarua (Fidji)

- 2010 :
  - 1er du Hang Loose Pro à Fernando de Noronha (Brésil)
  - 2e du Billabong Pro Teahupoo à Teahupoo (Tahiti)

- 2011 :
  - 1er du Billabong Azores Islands Pro à São Miguel (Açores)

- 2015 :
  - 3e du Billabong Pro Tahiti à Teahupoo (Tahiti)[1]

### Classements
- 2009 :   7e
- 2008 :   5e - 1 victoire.
- 2007 : 11e
- 2006 : 16e
- 2005 : 10e
- 2004 :   4e - 2 victoires.
- 2003 : 15e
- 2002 : 19e
- 2001 : Champion
- 2000 :   7e - 1 victoire.
- 1999 : 18e et Rookie of the year